# 自由 (雑誌)
『自由』（じゆう）は、自由社が1959年に石原萠記を中心に創刊した総合雑誌。『世界』の対極雑誌として知られていた。

## 概要
石原萠記は、「日本文化フォーラム」（高柳賢三会長）の設立に参画、「日本文化フォーラム」を母体に『自由』は創刊された。当初は「日本文化フォーラム」機関誌にする話もあったが、執筆者の幅を広くする意図もあり、別組織として自由社を設立し、版元とした。文化自由会議、フォード財団の援助を受け、アメリカの冷戦リベラルの影響を受けていた。
中村真一郎は、1960年代なかばに、この雑誌で長編小説『連鎖反応』（1977年に集英社より刊行）を連載した。
竹内洋は、1968年9月号の読書欄に「現代社会の価値観」という投稿文を寄稿している。
その後、より保守色の強い『諸君!』（1969年）『正論』（1973年）が創刊されると両誌に執筆陣・読者ともに流れていった。

## 編集委員
木村健康、林健太郎、関嘉彦、平林たい子、別宮貞雄、河北倫明、福田恆存（後年）、西尾幹二（後年）。

## 民主社会党との関連
竹内洋は、『自由』の編集委員および執筆者が民主社会主義研究会議のメンバーや民主社会党（後の民社党）のブレーンであったことから、1960年の安保条約改定の際に、岸内閣が強行採決（1960年5月19日 - 20日）をせず、それより以前に安保を争点として衆議院解散・総選挙をおこなっていれば、反安保運動は盛り上がらず、民主社会党の躍進とそれによる民主社会党系知識人の粗野の広がりによる『自由』の読者増に繋がった可能性があると主張している。
その根拠として、竹内洋は、以下の事実をあげている。
1960年の安保闘争時における『毎日新聞』世論調査（「新安保第二回世論調査」、1960年4月5日）に基づき、民主社会党の西尾への支持率は社会党の浅沼より高く、新安保改定承認支持（「承認するのがよい」＋「承認はやむをえない」＝34％）が承認不支持を上回っているとしている。
- 政党支持率

1. 自民党 39.0％
2. 社会党 17.4％
3. 民主社会党 12.1％
4. 共産党 0.8％

- もし岸内閣が総辞職したら、あなたは次期内閣の首班には誰がよいと思いますか

1. 岸信介 16.7％
2. 西尾末広 11.5％
3. 石橋湛山 11.0％
4. 浅沼稲次郎 10.2％

- 新安保条約の国会承認
  - 承認するのがよい 15.8％
  - 承認はやむをえない 18.8％
  - 承認しないほうがよい 27.9％

一方、1960年6月 - 9月に都内大学生（東大・法政大など）853人のアンケート調査「学生問題研究所、安保問題における学生の行動とその意識」から、強行採決後の学生デモ参加者は採決前の2倍になっていることになると述べている。
- 強行採決（5月19日）に「民主主義の危機を感じた」 74.2％
- 強行採決後にデモに参加した 44.9％
- このときに初めてデモに参加した 24％

安保改定阻止国民会議による参加者は、それまでの上限が20万人台だったが、強行採決後40万人〜100万人台となる（警視庁調査）。反安保運動が国民運動として大きく盛り上がるようになったのは、1960年5月19日の衆議院での強行採決以後であり、それは新安保改定に対する反発ではなく、岸信介の強権的な政治手法への反発であった。岸は新安保条約調印帰国後（1960年1月）、新安保改定の民意を問うため、衆議院を解散する予定であったが、2月に自由民主党幹事長川島正次郎の反対に遭い断念した（『岸信介回顧録』）。

## 『朝日新聞』論壇時評との関連
『自由』は『朝日新聞』論壇時評からは否定的に取り上げられるケースが多く、辻村明による『朝日新聞』論壇時評（1951年10月〜1980年12月）の量的分析は以下のようになる。
雑誌別言及頻度
1. 『世界』1390
2. 『中央公論』1072
3. 『朝日ジャーナル』（注：1959年3月15日号創刊）556
4. 『文藝春秋』467

否定的に取り上げられた割合
1. 『改造』19%
2. 『自由』15%
3. 『文藝春秋』13%
4. 『中央公論』10%
5. 『世界』5%

辻村明は以下のように評している。